# (3862) Агекян
(3862) Агекян (лат. Agekian) — типичный астероид главного пояса, открыт 18 мая 1972 года советским астрономом Тамарой Смирновой в Крымской астрофизической обсерватории и 19 октября 1994 года назван в честь советского и российского астронома Татеоса Агекяна.

## Обнаружение и именование
(3862) Агекян
Открыт 18 мая 1972 года в Научном Т. М. Смирновой.
Назван в честь профессора Санкт-Петербургского университета Татеоса Артемьевича Агекяна. Агекян — всемирно известный учёный в области звёздной статистики, кинематики и динамики. Он обнаружил две эволюционные последовательности звёздных систем: почти сферическую и сильно сплющенную. Он инициировал численное исследование динамики тройных систем, разработал новый подход к изучению движения в поле осесимметричного потенциала и предложил принципиально новый метод исследования структуры и кинематики галактики Млечный Путь с использованием радионаблюдений нейтрального водорода. Его привлекательная книга "Звёзды, галактики, Метагалактика", переведённая на многие языки, является путеводной звездой для многих молодых астрономов. Его руководства по теории вероятностей и обработке наблюдений являются справочными книгами для астрономов и физиков.
Оригинальный текст (англ.)3862 Agekian
Discovered 1972-05-18 by Smirnova, T. at Nauchnyj.
Named in honor of Tateos Artemjevich Agekian, professor at the St. Petersburg University. Agekian is a world famous scientist in stellar statistics, kinematics and dynamics. He has found two evolutionary sequences of stellar systems: nearly spherical and strongly flattened. He initiated a numerical study of the dynamics of triple systems, developed a new approach to study the motion in the field of axially symmetric potential, and he suggested an essentially new method to investigate the structure and kinematics of the Milky Way Galaxy using radio observations of neutral hydrogen. His attractive book Stars, Galaxies, the Metagalaxy, translated into many languages, is the lodestar for many young astronomers. His manuals on probability theory and the treatment of observations are reference books for astronomers and physicists.
Источники: DISCOVERY.DB; M.P.C. 24121.

## Орбита

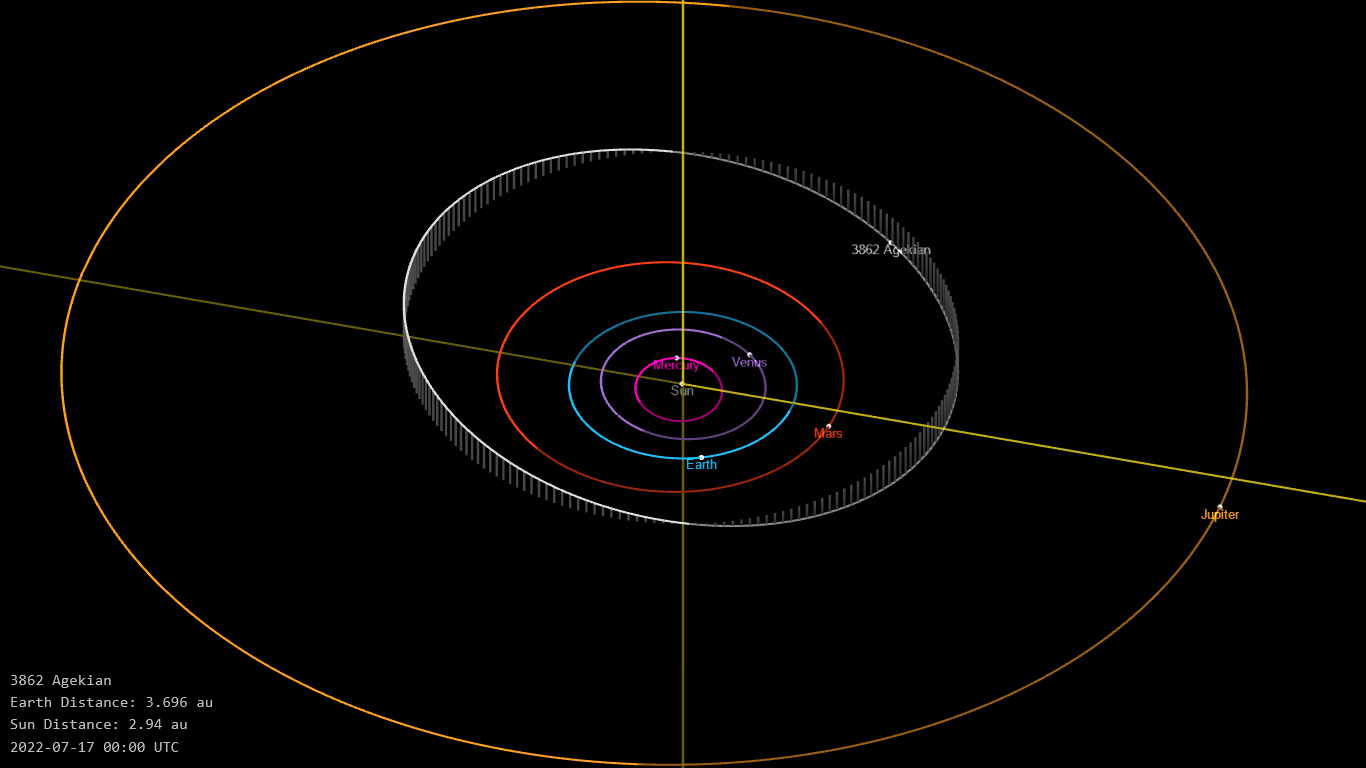
Орбита астероида Агекян и его положение в Солнечной системе

## Физические характеристики
Из результатов второго этапа спектроскопической съёмки малых астероидов главного пояса (Small Main-belt Asteroid Spectroscopic Survey, SMASSII) следует, что астероид относится к таксономическому классу S.
По результатам наблюдений в видимом и ближнем инфракрасном диапазоне космического телескопа NEOWISE диаметр астероида оценивался равным 6,488±0,322 км. Согласно тем же источникам альбедо оценивается как 0,3490±0,0260 и 0,349±0,026.